# Jürgen Egger

Jürgen Egger

Jürgen Egger (* 26. November 1959 in Bamberg; † 1. Juli 2009 in München) war ein deutscher Drehbuchautor und Regisseur.

## Leben
Jürgen Egger besuchte von 1970 bis 1979 das Willstätter-Gymnasium in Nürnberg. Im Anschluss an sein Abitur leistete er seinen Zivildienst ab; 1981 begann er an der Friedrich-Alexander-Universität Erlangen-Nürnberg ein Studium in Phonetik, Sprachwissenschaft und Psychologie. Dieses gab er jedoch zwei Jahre später zugunsten eines Studiums an der Hochschule für Fernsehen und Film München (HFF) auf, das er ohne Abschluss abbrach. Ab 1987 arbeitete er hauptsächlich als Drehbuchautor. Zu seinen Arbeiten gehörten Filme wie High Crusade – Frikassee im Weltraum und Kleine Haie. Er bearbeitete zudem die Drehbücher von Das Superweib und Comedian Harmonists. Er lehnte nach ersten Erfolgen das Angebot der HFF ab, nachträglich ein Diplom zuerkannt zu bekommen. 
1997 drehte Egger mit Harald – Der Chaot aus dem Weltall seinen einzigen Film als Regisseur (Hauptrollen: Heinrich Schafmeister und Martina Gedeck). 
An der Filmakademie Baden-Württemberg lehrte er im Grundstudium des Fachbereichs Drehbuch und betreute Workshops für Schauspieler. 
Daneben war er als freier Autor für einige Hifi-Zeitschriften tätig. Er verfasste Rezensionen, Test- und Messeberichte; darin thematisierte er auch Gegebenheiten der Musik- und Hifi-Szene kritisch.
Von 2001 bis 2004 war er Gesellschafter der Rat Pack Filmproduktionsgesellschaft und betreute als beratender Produzent den ersten Kinofilm von Oliver Kalkofe, Der WiXXer. Er war eines der Gründungsmitglieder der Deutschen Filmakademie und der Deutschen Akademie für Fußballkultur.
Egger starb am 1. Juli 2009 nach langer Krankheit in München.

## Filmografie
- 1990: Der schönste Busen der Welt
- 1992: Böse Datteln
- 1992: Kleine Haie
- 1994: High Crusade – Frikassee im Weltraum
- 1996: Das Superweib
- 1997: Comedian Harmonists
- 1997: Harald – Der Chaot aus dem Weltall
- 1998: Twiggy – Liebe auf Diät
- 2002: Kubaner küssen besser
- 2004: Drechslers zweite Chance